# Ульф Ерікссон (арбітр)
Ульф Гельмер Йохан Ерікссон (26 травня 1942, Соллефтео) — шведський футбольний арбітр. Арбітр ФІФА та УЄФА з 1974 по 1989 рік. Судив матчі в Аллсвенскан.

## Суддівська кар'єра
17 вересня 1975 року Ерікссон дебютував у єврокубках під час матчу між «Рейпас Лахті» та «Вест Гем Юнайтед» у рамках Кубка володарів кубків, який закінчився з рахунком 2–2, і швед не показав жодної картки.
6 грудня 1977 року судив повторний матч на Суперкубок Європи «Ліверпуль» — «Гамбург» (6–0)
Свій перший міжнародний матч на рівні збірних команд він провів 28 травня 1975 року, коли Східна Німеччина програла Польщі з рахунком 1–2. Двоє гравців отримали від Ерікссона жовті картки. У 1978 році він був одним із двадцяти восьми арбітрів на чемпіонаті світу в Аргентині. Він провів два поєдинки, в одному з яких грала збірна Аргентини, яка згодом стала чемпіоном світу.
В 1980 році обслуговував матчі на Олімпійських іграх в Москві, де відсудив 3 матчі.

## Матчі національних збірних
| Дата              | Місце проведення      | Матч                       | Рахунок | Турнір                                   | ЖК | YK · YK · RK | RK |
| ----------------- | --------------------- | -------------------------- | ------- | ---------------------------------------- | -- | ------------ | -- |
| 28 травня 1975    | Галле, НДР            | НДР — Польща               | 1 — 2   | Товариський матч                         | 2  | 0            | 0  |
| 24 червня 1976    | Берген, Норвегія      | Норвегія — Данія           | 0 — 0   | Товариський матч                         | 0  | 0            | 0  |
| 13 жовтня 1976    | Лондон, Англія        | Англія — Фінляндія         | 2 — 1   | Кваліфікація ЧС 1978                     | 2  | 0            | 0  |
| 1 червня 1977     | Осло, Норвегія        | Норвегія — Данія           | 0 — 2   | Товариський матч                         | 0  | 0            | 0  |
| 3 червня 1978     | Кордова, Аргентина    | Перу — Шотландія           | 3 — 1   | ЧС 1978                                  | 1  | 0            | 0  |
| 14 червня 1978    | Росаріо, Аргентина    | Аргентина — Польща         | 2 — 1   | ЧС 1978                                  | 4  | 0            | 0  |
| 15 листопада 1978 | Роттердам, Нідерланди | Нідерланди — НДР           | 2 — 0   | Кваліфікація ЧЄ 1980                     | 0  | 0            | 0  |
| 7 лютого 1979     | Лондон, Англія        | Англія — Північна Ірландія | 4 — 0   | Кваліфікація ЧЄ 1980                     | 0  | 0            | 0  |
| 12 вересня 1979   | Західний Берлін, ФРН  | ФРН — Аргентина            | 2 — 1   | Товариський матч                         | 0  | 0            | 0  |
| 17 жовтня 1979    | Брюссель, Бельгія     | Бельгія — Португалія       | 2 — 0   | Кваліфікація ЧЄ 1980                     | 0  | 0            | 0  |
| 17 листопада 1979 | Удіне, Італія         | Італія — Швейцарія         | 2 — 0   | Товариський матч                         | 0  | 0            | 0  |
| 8 жовтня 1980     | Відень, Австрія       | Австрія — Угорщина         | 3 — 1   | Товариський матч                         | 2  | 0            | 0  |
| 15 жовтня 1980    | Бухарест, Румунія     | Румунія — Англія           | 2 — 1   | Кваліфікація ЧС 1982                     | 2  | 0            | 0  |
| 14 жовтня 1981    | Дублін, Ірландія      | Ірландія — Франція         | 3 — 2   | Кваліфікація ЧС 1982                     | 1  | 0            | 0  |
| 11 серпня 1982    | Копенгаген, Данія     | Данія — Фінляндія          | 3 — 2   | Товариський матч                         | 0  | 0            | 0  |
| 18 травня 1983    | Коккола, Фінляндія    | Фінляндія — НДР            | 0 — 1   | Відбірковий турнір до Олімпійських ігор, | 0  | 0            | 0  |
| 10 серпня 1983    | Осло, Норвегія        | Норвегія — Румунія         | 0 — 0   | Товариський матч                         | 1  | 0            | 1  |
| 28 жовтня 1983    | Вроцлав, Польща       | Польща — Португалія        | 0 — 1   | Кваліфікація ЧЄ 1984                     | 2  | 0            | 0  |
| 5 червня 1985     | Берген, Норвегія      | Норвегія — Уельс           | 4 — 2   | Товариський матч                         | 0  | 0            | 0  |
| 11 травня 1986    | Бохум, ФРН            | ФРН — Югославія            | 1 — 2   | Товариський матч                         | 0  | 0            | 0  |
| 16 травня1986     | Копенгаген, Данія     | Данія — Польща             | 1 — 0   | Товариський матч                         | 2  | 0            | 0  |
| 8 лютого 1989     | Рамат-Ган, Ізраїль    | Ізраїль — Уельс            | 3 — 3   | Товариський матч                         | 0  | 0            | 0  |